# Samuel Aerts
Pour les articles homonymes, voir Aerts.
Samuel Aerts, né le 17 novembre 1977, est un joueur de football belge qui évoluait au poste de défenseur. Il a pris sa retraite sportive en 2009.

## Carrière
Samuel Aerts est formé au Saint-Trond VV, dont il intègre l'équipe première en 1995. Il est repris pour la première fois dans le noyau A le 6 avril 1996 lors d'un déplacement au RWDM mais il ne monte pas sur le terrain. Il doit encore attendre plus d'un an et un déplacement au KSV Waregem en Coupe de la Ligue le 23 septembre 1997 pour faire ses débuts officiels avec Saint-Trond. Il dispute encore une quinzaine de rencontres durant la saison, le plus souvent comme remplaçant. Son statut de réserviste ne change pas lors des saisons qui suivent et en 2001, il quitte son club formateur pour rejoindre l'ambitieux Heusden-Zolder SK, en Division 2.
Samuel Aerts devient rapidement titulaire dans la défense de sa nouvelle équipe. Il inscrit son premier but en match officiel face au RCS Visé le 16 décembre 2001, synonyme de victoire 2-3. En fin de saison, le club termine à la quatrième place et dispute le tour final. Il finit deuxième derrière le RAEC Mons et doit rester en deuxième division. Ce n'est que partie remise pour Aerts et ses équipiers, qui terminent sur la troisième marche du podium en 2003 et remportent ensuite le tour final de Division 2, ce qui leur ouvre les portes de l'élite nationale.
Le passage en première division est de courte durée pour Heusden-Zolder, qui est relégué douze mois après son accession au plus haut niveau. La saison de Samuel Aerts est marquée par une grave blessure survenue dans le courant du mois de novembre, qui le tient éloigné des terrains jusqu'en fin de saison. Son contrat n'est pas prolongé après la relégation et il rejoint alors le KFC Racing Mol-Wezel, en Promotion.
Dès son arrivée au club, il est installé comme titulaire et devient rapidement un joueur essentiel à l'équipe. Après avoir échoué deux saisons consécutives lors du tour final pour la montée en Division 3, le club décroche le titre de champion en 2007 et accède ainsi au niveau supérieur. À 30 ans, c'est le premier titre dans la carrière de Samuel Aerts. Il joue encore deux ans à Mol-Wezel, qu'il mène à la troisième place en 2008-2009. Le club est ensuite éliminé au premier tour du tour final contre Boussu Dour et n'est donc pas promu en deuxième division. Samuel Aerts met alors un terme à sa carrière de joueur pour se concentrer exclusivement sur son travail extérieur.

## Palmarès
- 1 fois champion de Belgique de Promotion en 2007 avec le KFC Racing Mol-Wezel.

## Statistiques
| Saison                | Club                  | Championnat           | Championnat | Championnat | Coupe nationale | Coupe nationale | Coupe de la Ligue | Coupe de la Ligue | Compétition(s) continentale(s) | Compétition(s) continentale(s) | Compétition(s) continentale(s) | Total | Total |
| Saison                | Club                  | Division              | M.          | B.          | M.              | B.              | M.                | B.                | Comp.                          | M.                             | B.                             | M.    | B.    |
| 1995-1996             | K Saint-Trond VV      | Division 1            | 0           | 0           | 0               | 0               | 0                 | 0                 | -                              | 0                              | 0                              | 0     | 0     |
| 1996-1997             | K Saint-Trond VV      | Division 1            | 0           | 0           | 0               | 0               | 0                 | 0                 | -                              | 0                              | 0                              | 0     | 0     |
| 1997-1998             | K Saint-Trond VV      | Division 1            | 12          | 0           | 1               | 0               | 2                 | 0                 | -                              | 0                              | 0                              | 15    | 0     |
| 1998-1999             | K Saint-Trond VV      | Division 1            | 6           | 0           | 0               | 0               | 3                 | 0                 | -                              | 0                              | 0                              | 9     | 0     |
| 1999-2000             | K Saint-Trond VV      | Division 1            | 4           | 0           | 0               | 0               | 1                 | 0                 | C4                             | 1                              | 0                              | 6     | 0     |
| 2000-2001             | K Saint-Trond VV      | Division 1            | 6           | 0           | 2               | 0               | 0                 | 0                 | -                              | 0                              | 0                              | 8     | 0     |
| Sous-total            | Sous-total            | Sous-total            | 28          | 0           | 3               | 0               | 6                 | 0                 | -                              | 1                              | 0                              | 38    | 0     |
| 2001-2002             | Heusden-Zolder SK     | Division 2            | 33          | 1           | 0               | 0               | 0                 | 0                 | -                              | 0                              | 0                              | 33    | 1     |
| 2002-2003             | Heusden-Zolder SK     | Division 2            | 37          | 0           | 2               | 0               | 0                 | 0                 | -                              | 0                              | 0                              | 39    | 0     |
| 2003-2004             | Heusden-Zolder SK     | Division 1            | 12          | 0           | 1               | 0               | 0                 | 0                 | -                              | 0                              | 0                              | 13    | 0     |
| Sous-total            | Sous-total            | Sous-total            | 82          | 1           | 3               | 0               | 0                 | 0                 | -                              | 0                              | 0                              | 85    | 1     |
| 2004-2005             | KFC Racing Mol-Wezel  | Promotion             | 31          | 0           | 4               | 0               | 0                 | 0                 | -                              | 0                              | 0                              | 35    | 0     |
| 2005-2006             | KFC Racing Mol-Wezel  | Promotion             | 27          | 0           | 4               | 0               | 0                 | 0                 | -                              | 0                              | 0                              | 31    | 0     |
| 2006-2007             | KFC Racing Mol-Wezel  | Promotion             | 27          | 1           | 4               | 0               | 0                 | 0                 | -                              | 0                              | 0                              | 31    | 1     |
| 2007-2008             | KFC Racing Mol-Wezel  | Division 3            | 28          | 0           | 3               | 0               | 0                 | 0                 | -                              | 0                              | 0                              | 31    | 0     |
| 2008-2009             | KFC Racing Mol-Wezel  | Division 3            | 23          | 0           | 3               | 0               | 0                 | 0                 | -                              | 0                              | 0                              | 26    | 0     |
| Sous-total            | Sous-total            | Sous-total            | 136         | 1           | 18              | 0               | 0                 | 0                 | -                              | 0                              | 0                              | 154   | 1     |
| Total sur la carrière | Total sur la carrière | Total sur la carrière | 246         | 2           | 24              | 0               | 6                 | 0                 | -                              | 1                              | 0                              | 277   | 2     |